# Muscha (Künstler)

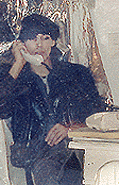
Muscha 1983 in Hamburg

Muscha, eigentlich Jürgen Muschalek (* 28. September 1951 Meinerzhagen; † 29. Juli 2003 in Düsseldorf, Nordrhein-Westfalen) war ein deutscher Maler, Film- und Videokünstler.

## Leben
Muscha war ein Jugendfreund von Trini Trimpop.
Er war Gitarrist in der Band „Charley’s Girls“ und war in der Punkszene bekannt.
Für den Kinofilm Humanes Töten (1980) wurde er zusammen mit Trini Trimpop für den Max-Ophüls-Preis nominiert. Der 1984 uraufgeführte Langfilm Decoder des Künstlers (unter anderem mit Christiane Vera Felscherinow (Christiane F.), FM Einheit, Genesis P-Orridge und in einer Nebenrolle  William S. Burroughs) avancierte in der Punkszene zum Kultfilm.
Muscha beendete sein Leben 2003 durch Suizid.

## Auszeichnungen
- 1984: Förderpreis des Landes Nordrhein-Westfalen